# Semen Novikov
Semen Serhijovitj Novikov (ukrainska: Семен Сергійович Новіков), född 11 december 1997, är en ukrainsk-bulgarisk brottare som tävlar i grekisk-romersk stil.

## Karriär
Vid EM 2025 i Bratislava tog Novikov silver i 87 kg-klassen efter en finalförlust mot ungerske Dávid Losonczi.